# Klasa reakcji na ogień
Klasa reakcji na ogień według PN-EN 13501 – oznaczenie materiałów budowlanych informujące o zachowaniu materiału w trakcie pożaru. Oznaczenie składa się z trzech elementów - klasy podstawowej i dwóch klas uzupełniających, określających wytwarzanie dymu oraz płonących kropel.

## Klasa podstawowa
Wskazuje, czy i w jaki sposób materiał przyczynia się do rozwoju pożaru, tzn. jak szybko się pali, ile energii przy tym wydziela, jak łatwo ulega zapaleniu oraz jak wpływa na rozprzestrzenianie się płomienia.
| Oznaczenie | Właściwości | Rozgorzenie w teście Room Corner Test                       | Cechy palności stosowane w rozporządzeniu o warunkach technicznych |
| ---------- | --- | ----------------------------------------------------------- | ------------------------------------------------------------------ |
| A1         | Materiał niepalny - nie przyczynia się do rozwoju pożaru. Nawet w warunkach rozwiniętego pożaru (800 °C), nie zapala się (nie wydziela ciepła, dymu ani płonących kropel lub cząstek). | Nie występuje                                               | niepalne                                                           |
| A2         | Materiał prawie niepalny. Materiał w warunkach rozwiniętego pożaru wydziela niewielkie ilości ciepła                                                                                   | Nie występuje                                               | niepalne / niezapalne                                              |
| B          | Bardzo ograniczony udział w pożarze | Nie występuje                                               | niezapalne                                                         |
| C          | Ograniczony, ale zauważalny udział w pożarze | Nie występuje dla źródła 100 kW, występuje przy 300 kW      | trudno zapalne                                                     |
| D          | Istotny udział w pożarze | Występuje dla źródła 100 kW po czasie dłuższym niż 2 minuty | trudno zapalne / łatwo zapalne                                     |
| E          | Duży udział w pożarze | Występuje dla źródła 100 kW po czasie krótszym niż 2 minut  | łatwo zapalne                                                      |
| F          | Nie klasyfikowane / Bardzo duży udział w pożarze | Nie klasyfikowane / gorzej niż E                            | łatwo zapalne                                                      |

## Emisja dymu
Klasa ta dotyczy wyrobów z klas podstawowych A2, B, C oraz D i określa ilość wydzielanego dymu pod wpływem pożaru.
| Oznaczenie | Właściwości                          |
| ---------- | ------------------------------------ |
| s1         | Niewielkie ilości dymu               |
| s2         | Średnie ilości dymu                  |
| s3         | Nie klasyfikowane / Duże ilości dymu |

## Możliwość wytwarzania płonących kropel
Klasa ta dotyczy wyrobów z klas podstawowych A2, B, C, D oraz w ograniczonym zakresie E i określa liczbę oraz charakter wytwarzanych pod wpływem pożaru płonących kropli lub cząsteczek mogących powodować rozprzestrzenianie ognia i poparzenia.
| Oznaczenie | Właściwości                                                                                          |
| ---------- | --- |
| d0         | nie występują płonące krople ani cząstki                                                             |
| d1         | nie występują płonące krople ani cząstki palące się dłużej niż 10 s                                  |
| d2         | nie klasyfikowane do d0 ani d1 / powodujące zapalenie kartki papieru w badaniu według EN ISO 11925-2 |